# Naučná stezka Lipky
Naučná stezka Lipky je naučná stezka, spojující Telč s kaplí sv. Karla Boromejského. Její celková délka je cca 6 km a na trase se nachází 10 zastavení. Pojmenována je po osadě V Lipkách, jejímiž okraji prochází

## Vedení trasy
První část NS kopíruje NS Otokara Březiny. Začíná u zámeckého skleníku, odkud ulicí Lipky míří lipovou alejí a okrajem PR Luh u Telče k osadě a dále lesní cestou ke kapli. U kaple odbočuje doleva a lesní cestou vede k rozcestí Na Vrších, kde se stáčí doleva a okrajem osady a přírodní rezervace se vrací do Telče na rozcestí Kaštanka.

## Zastavení
- Lipky
- Lesní družstvo Borovná
- Vyhlídka
- Obojživelníci
- Kaple sv. Karla
- Myslivost
- Obornictví
- Bažantnice
- Revitalizace potoka
- Putování Lipkami končí